# Султанбековский сельсовет
Султанбековский сельсовет — муниципальное образование в Аскинском районе Республики Башкортостан.

## История
Согласно «Закону о границах, статусе и административных центрах муниципальных образований в Республике Башкортостан» имеет статус сельского поселения.

## Население
| 2002 | 2009 | 2010 | 2012 | 2013 | 2014 | 2015 |
| ---- | ---- | ---- | ---- | ---- | ---- | ---- |
| 770  | ↘700 | ↗702 | ↘677 | ↘661 | ↘645 | ↘626 |
| 2016 | 2017 |      |      |      |      |      |
| ↗627 | ↗640 |      |      |      |      |      |

## Состав сельского поселения
| № | Населённый пункт | Тип населённого пункта          | Население |
| - | ---------------- | ------------------------------- | --------- |
| 1 | Султанбеково     | деревня, административный центр | ↗459      |
| 2 | Чурашево         | деревня                         | →233      |
| 3 | Камашады         | деревня                         | →10       |